# Ali Al-Abed
Ali Al-Abed (Árabe: علي العابد; Emiratos Árabes Unidos; 1970) es un ciclista de ruta emiratí.

## Carrera
Al-Abed compitió en los Juegos Olímpicos de verano de Seúl en 1988. Luego participó en la fase de contrarreloj por equipos, donde el equipo de Emiratos Árabes Unidos terminó en el puesto 29, por delante del equipo de Malaui y el no clasificado Belice.
Cuatro años después, en 1992, Al-Abed compitió en los Juegos Olímpicos de verano de Barcelona, Al-Abed no completó la carrera individual. Luego participó en la fase de contrarreloj por equipos, en la que el equipo de Emiratos Árabes Unidos terminó en el puesto 23, por delante de siete equipos.